# Gabriel Lenkiewicz-Ipohorski
Gabriel Lenkiewicz, właściwie Gabriel Lenkiewicz-Ipohorski herbu Kotwicz, (ur. 15 marca 1722, w Połocku, zm. 21 listopada 1798 tamże) – polski duchowny katolicki (prezbiter), jezuita, pedagog i architekt. Był Tymczasowym Wikarym Generalnym w Rosji od 1785 do 1798 (w okresie Kasaty Towarzystwa) i projektantem budowy..

## Życiorys
Urodził się w starej polskiej rodzinie szlacheckiej. Zanim wstąpił do zakonu, zdobywał wykształcenie w Połocku. Studiował filozofię w Nieświeżu (1748–1751) a następnie matematykę, astronomię oraz architekturę na Akademii Wileńskiej (1752–1754). W latach 1754–1758 studiował teologię w Warszawie, gdzie przyjął święcenia kapłańskie w 1757. Po kilku latach wykładania matematyki w Warszawie wysłano go do Papieskiego Kolegium Polskiego w Rzymie na dalszą specjalizację w architekturze (1762–1765).
Po powrocie do Polski wykładał nauki ścisłe w Połocku (1765–68). Zyskał renomę architekta dzięki m.in. nowemu kolegium jezuickiemu w Płocku, które zaprojektował podczas rektoratu Stanisława Czerniewicza. Gabriel Lenkiewicz-Ipohorski stał się „prawą ręką” Czerniewicza w kwestiach prowadzenia organizacji. Stało się to szczególnie istotne po pierwszym rozbiorze Polski i Litwy oraz w czasie pertraktacji z Carycą Katarzyną, zawsze podtrzymując dobre szkolenie jako warunek przetrwania Towarzystwa w Rosji. Po śmierci Czerniewicza w 1785 Lenkiewicz zwołał Drugą Regionalną Kongregację, na której został wybrany „Tymczasowym Wikariuszem Generalnym”. Funkcję tę pełnił aż do śmierci w 1798. Okres jego wikariatu przyniósł Towarzystwu stabilność, a Połock zasłynął z doskonałego szkolenia, bibliotek i wyposażeń szkolnych.